# Канон покаянний
Канон Покаяння Арво П’ярта написаний в 1997 році на текст покаянної молитви старослов'янською мовою. Він був замовлений Köln Music GmbH на честь 750-річчя будівництва Кельнського собору. Сам А. П'ярт порівнював свою музику з невпинним внутрішнім безмовним творінням покаянної Ісусової молитви, що в християнській аскетиці іменується ісихазмом.

## Структура канону
«Канон Покаяння» Арво П'ярта складається з дванадцяти пісень і втілення всього тексту займає годину двадцять хвилин.
Зазвичай друга ода пропускається у зв'язку з її суворою природою. У більшості канонів, у тому числі у каноні Господу Ісусу Христу, немає тексту, написаного для Оди II тому в «Каноні Покаяння» Арво П'ярта вона теж відсутня. Нумерація, однак, не зміниться, як показано в схемі нижче для всієї частини:
- Ode I
- Ode III
- Ode IV
- Ode V
- Ode VI
- Kondakion
- Ikos
- Ode VII
- Ode VIII
- Ode IX
- Prayer after the Canon

Прем'єра «Канону Покаяння» відбулася в 1997 році в Кельнському кафедральному соборі у виконанні Камерного хору Естонської філармонії. Це найбільший акапельний хоровий твір Арво П'ярта, який він присвятив Тину Кальюсте і Камерному хору Естонської філармонії.
Для «Канону Покаяння» П'ярт використав Покаянний канон Господу Ісусу Христу. Він написаний староцерковнослов'янською мовою. У деяких древніх рукописах є надпис: «Творение Кир (господина) Андрея Критского». Мова іде про текст, якому більше тисячі років і який пішов від старовинної традиції.

## Історія створення
У творчості композитора цей твір займає особливе місце і, за його власним визнанням, дуже багато для нього означає.
|  | Багато років тому, коли я вперше стикнувся з традиціями Російської Православної Церкви, - згадує Арво П’ярт, - я натрапив на текст, який справив на мене глибоке враження, хоча я не зміг у той час повністю зрозуміти його. Це був Покаянний канон: «Не уповай, душа моя, на телесное здравие и на скоромимоходящую красоту, видиши бо, яко сильным и младым умирают, но возопий: помилуй и мя, Христе Боже, недостойного». З тих пір я повертався до цих рядків, повільно і вдумливо намагаючись розкрити їх зміст. Дві хорових композиції (Nun eile ich ...., 1990 і Memento, 1994) були першими спробами підходу до канону. Я потім вирішив покласти його на музику у всій його повноті, від початку до кінця. Це дозволило мені перебувати з ним, присвятити себе йому, і нарешті, його вплив на мене не слабшав, поки я не закінчив партитуру. Подібний досвід у мене був під час роботи над Passio. Знадобилося більше двох років, щоб завершити Kanon pokajanen, і той час, який ми «провели разом» був надзвичайно благотворним. Це може пояснити, чому ця музика так багато для мене означає |

 [13].
Нагадаємо, що саме Арво П'ярт був одним з перших, хто зумів спершу відкрито і захоплено передбачити авангардні нововведення в тоді офіційно традиційному радянському мистецтві, а потім так само сміливо заговорити вголос на заборонені релігійні теми [6].
Відоме висловлювання А. П'ярта з приводу музики на духовні тексти: «Є музика для концертного залу, яка не призначена для церкви, а тим більше — для церковної служби. Тому, що музика для богослужіння — це зовсім інший світ…композитор там повинен стояти немов осторонь, не входити у цю атмосферу зі своїми пристрастями. Так виходить, що більшість музики, написаної на духовні теми чи духовні тексти, не поєднується з релігійним духом… І реквієми та меси бувають насправді небогослужебними. З емоційної точки зору — це радше анти-меси. Навіть деякі меси Моцарта не годяться для цієї мети. А ось пісні Шуберта „працюють“. Хоча вони написані не на релігійні тексти, але дух у них зовсім інший» .
Хотілось би звернути увагу і на особливе відношення композитора до слова. Функціонування слова в музиці А. П'ярта має особливе, до кінця не досліджене значення. «Мої ноти, напевно, лише ключові слова», — визнає А. П'ярт в одному зі своїх інтерв'ю. В іншій же своїй бесіді він намагається пояснити суть свого творчого процесу таким чином: «Для мене мою музику пишуть слова» [29, с16].
«Тексти існують незалежно від нас, і вони чекають нас: кожна людина приходить до них у свій час» .
Канон св. Андрія Критського зазвичай читається під час Великого посту. В православній службі його прийнято читати, а не співати. Досвід П'ярта, очевидно, можна вважати першим. «Покаянний канон» — масштабна циклічна композиція. Головним тут є проголошення літургійного слова, що визначає і деталі, і цілісну композицію. Саме звучання хору дещо нагадує російську церковну музику початку ХХ сторіччя, так званої московської школи. Втім, П'ярт, за його власними словами, не надто знайомий з нею, хоча і не виключає подібних дотичностей — вони можуть виникнути і поза прямим впливом.

## Аналіз музичного тексту
Канон Покаянний інспірований російською православною традицією, проте, даний твір пов'язаний як з григоріанікою, так і з традиціями знаменного, а через нього і візантійського співу. Як ладо-гармонійну основу Канону П'ярт обирає семиступенний мінорний лад з тонікою «ре» і використовує його варіанти: з високим VI ступенем (дорійський), з низьким II (фригійський), гармонічний (VII т), мелодичний (VII г), домінантовий лад. Подібна варіантність ступенів дає можливість відносного уподібнення обіходному звукоряду з його чотирма консонансними квартовими гармоніями. Саме такий рух чистими квартами використано А. П'яртом в I і III тропарях кожної пісні канону.
Внутрішні номери Канону — «Светилен» після третьої пісні, кондак та ікос після 6-ї — стилістично помітно виділяються на тлі музичних тропарів в силу відсутності в них tintinnabuli-голосу. Мелодична лінія з її плавною поступальною логікою руху і найсуворішим дотриманням правила просодії (1 склад — 1 звук, ударні склади виділені своїм висотним і ритмічним положенням) дуже схожі на стародавні зразки григоріанського і знаменного співу. У кондаку з'являються орнаментальні елементи — мелізматичний тріольний розспів на деяких наголошених складах, що виявляє опосередкований зв'язок з східною грецькою традицією [14].
«Канон Покаяння» Арво П'ярта проявляє характеристики стилю tintinabuli. Частини, майже без змін, залишаються в тональності ре мінор, відхиляючись лише в особливо виразних пасажах і, іноді, кінцевих каденціях.
Ірмос подається в повному хорового звучанні. Між фразами, часто є довгі смислові паузи (цей принцип використовується у всьому музичному полотні).
У двох антифонних відповідях («Помилуй мене, Боже, помилуй мене») і малому славослів'ї («Слава Отцю і Сину і Святому Духу нині і повсякчас і на віки віків, амінь») композитор використовує гокет. Останнє славослів'я співається в ритмічній унісон.
На початку од «Канону Покаянного» композитор застосовує «мануальні» зіставлення динаміки, також вводить акордове tutti, що передує ансамблевим епізодам. Фінальну Молитву твору закінчує проникливим хоралом tutti у високій теситурі на РР (Amen). Однак, переважною фактурою у нього і тут виявляються ансамблеві епізоди, втілювані на p — mp.
Оригінальні фактурні та темброві особливості у творі А. П'ярта увібрали в себе закономірності, як Середньовіччя, так і мінімалізму ХХ ст. Перетин релігійних принципів минулого і сучасності, розгортання тематизму, що пов'язане з остинатною повторністю, числовим розрахунком, а також бінарністю, обумовлює особливий вигляд фактурно — тембрового «силуету» в його релігійних творах.
Найвідомішими з виконавців є камерний хор естонської філармонії під управлінням Тину Кальюсте . Їхнє виконання Арво П'ярт вважає зразковим